# Bernd Cullmann
Bernd Cullmann (Idar-Oberstein, 11 de outubro de 1939 – 13 de janeiro de 2025) foi um atleta da Alemanha Ocidental, campeão olímpico em Roma 1960.
Cullman participou do revezamento 4x100 m - formado por ele, Armin Hary, Walter Mahlendorf e Martin Lauer - dos Jogos Olímpicos de Roma, em 1960. A Equipe Unificada Alemã chegou em segundo lugar na prova, mas com a desclassificação posterior da equipe dos Estados Unidos, por falta na troca de bastões, os alemães ficaram com a medalha de ouro. O tempo dos campeões igualou o recorde mundial da época, 39s5.